# 오트밀 (요리)
오트밀(영어: oatmeal) 또는 포리지(영어: porridge)는 영어권에서 "오트밀"이라 불리는 귀리 가공품으로 만든 포리지를 일컫는 말이다. 귀리죽(--粥)으로 번역되어 불리기도 한다.
영국 요리로 알려져 있으며, 많은 북유럽 국가에서 아침 식사용으로 애용된다. 지역에 따라 보리를 첨가하는 경우도 있으며, 영국에서는 전통적으로 교도소 수감자에게 식사로 포리지가 제공되기 때문에 '복역하다'라는 의미의 속어로 'doing porridge'라는 용어가 파생되었다.
현대에는 전자레인지를 이용해 포리지를 만드는 조리법이 연구되었으며, 포리지 조리용 주전자 또한 개발되었다.

## 역사
곡식을 죽 형태로 만드는 것은 오래전부터 농경시대에서 있었던 음식이었다. 귀리 가루로 죽을 쑤어먹는 오트밀은 스코틀랜드에서부터였다.

## 만들기
오트밀로 죽을 쑤어 소금과 설탕, 우유 등을 넣어 먹는 서양 요리이다.
2인분 기준으로 조리 방법은 물 1.5컵에 소금 1/4 작은술을 넣고 가열한 후 끓기 시작할 때 오트밀 5스푼을 넣고 3분간 눌어붙지 않게 휘저어 놓은 후, 미리 따뜻하게 해놓은 접시에 담고, 따뜻한 우유 1컵이나 설탕 1스푼을 넣고 먹는다. 기호에 따라 시나몬 파우더를 첨가하기도 한다. 과거 영국에서는 소금과 후추를 곁들여 먹었다. 오늘날에는 인스턴트 형식으로 시리얼처럼 우유만 부어서 바로 먹을 수 있는 제품도 있다.

## 같이 보기
- 그리츠
- 카샤

1. ↑  National Academies of Sciences, Engineering, and Medicine; Health and Medicine Division; Food and Nutrition Board; Committee to Review the Dietary Reference Intakes for Sodium and Potassium (2019). 〈Chapter 4: Potassium: Dietary Reference Intakes for Adequacy〉.   Oria, Maria; Harrison, Meghan; Stallings, Virginia A. 《Dietary Reference Intakes for Sodium and Potassium》. The National Academies Collection: Reports funded by National Institutes of Health. Washington, DC: National Academies Press (US). 120–121쪽. doi:10.17226/25353. ISBN 978-0-309-48834-1. PMID 30844154. 2024년 12월 5일에 확인함.
2. ↑  United States Food and Drug Administration (2024). “Daily Value on the Nutrition and Supplement Facts Labels”. 《FDA》. 2024년 3월 27일에 원본 문서에서 보존된 문서. 2024년 3월 28일에 확인함.